# Melanolophia spatiosata
Melanolophia spatiosata är en fjärilsart som beskrevs av Paul Dognin 1902. Melanolophia spatiosata ingår i släktet Melanolophia och familjen mätare. Inga underarter finns listade i Catalogue of Life.